# Walim

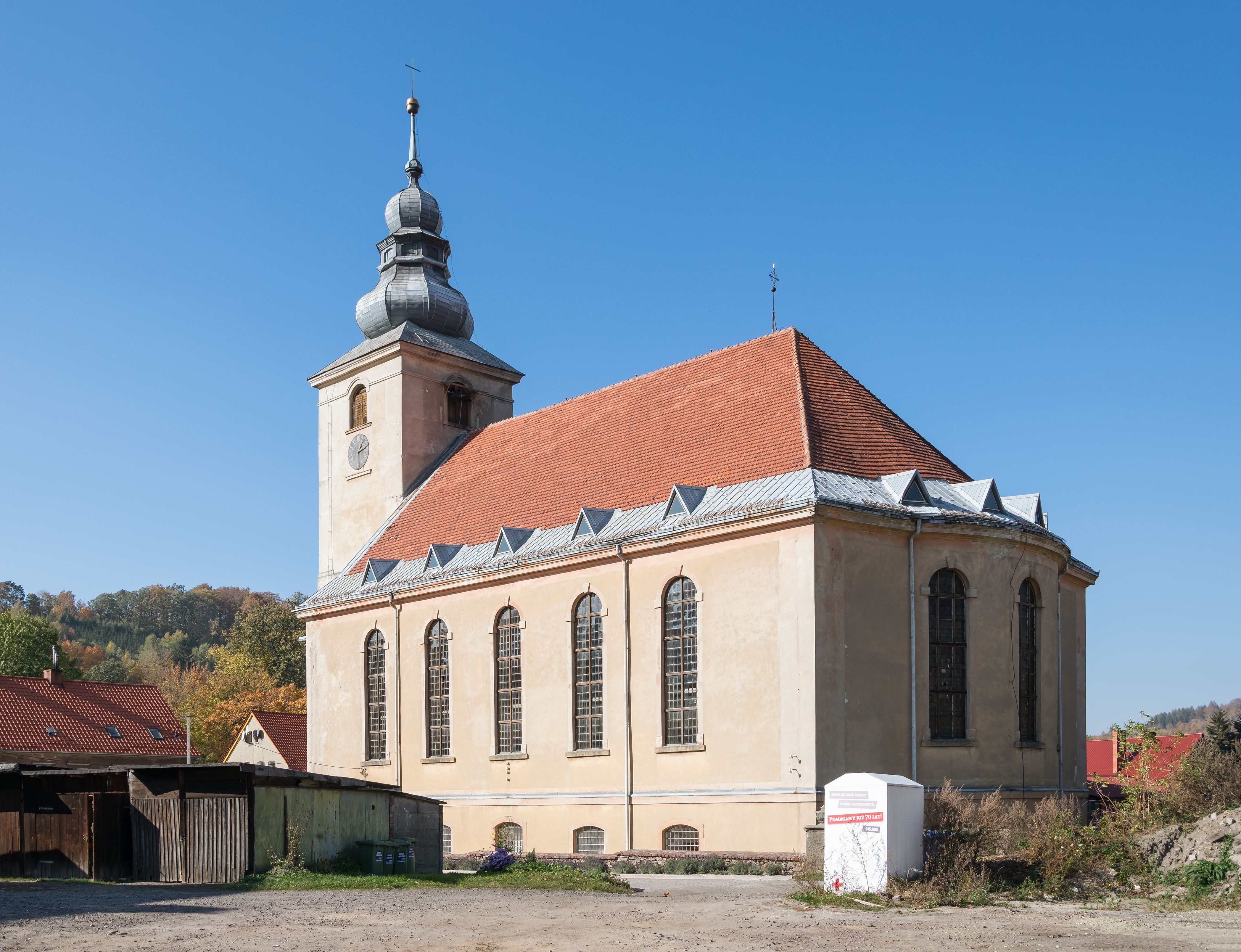
Kostel sv. Hedviky

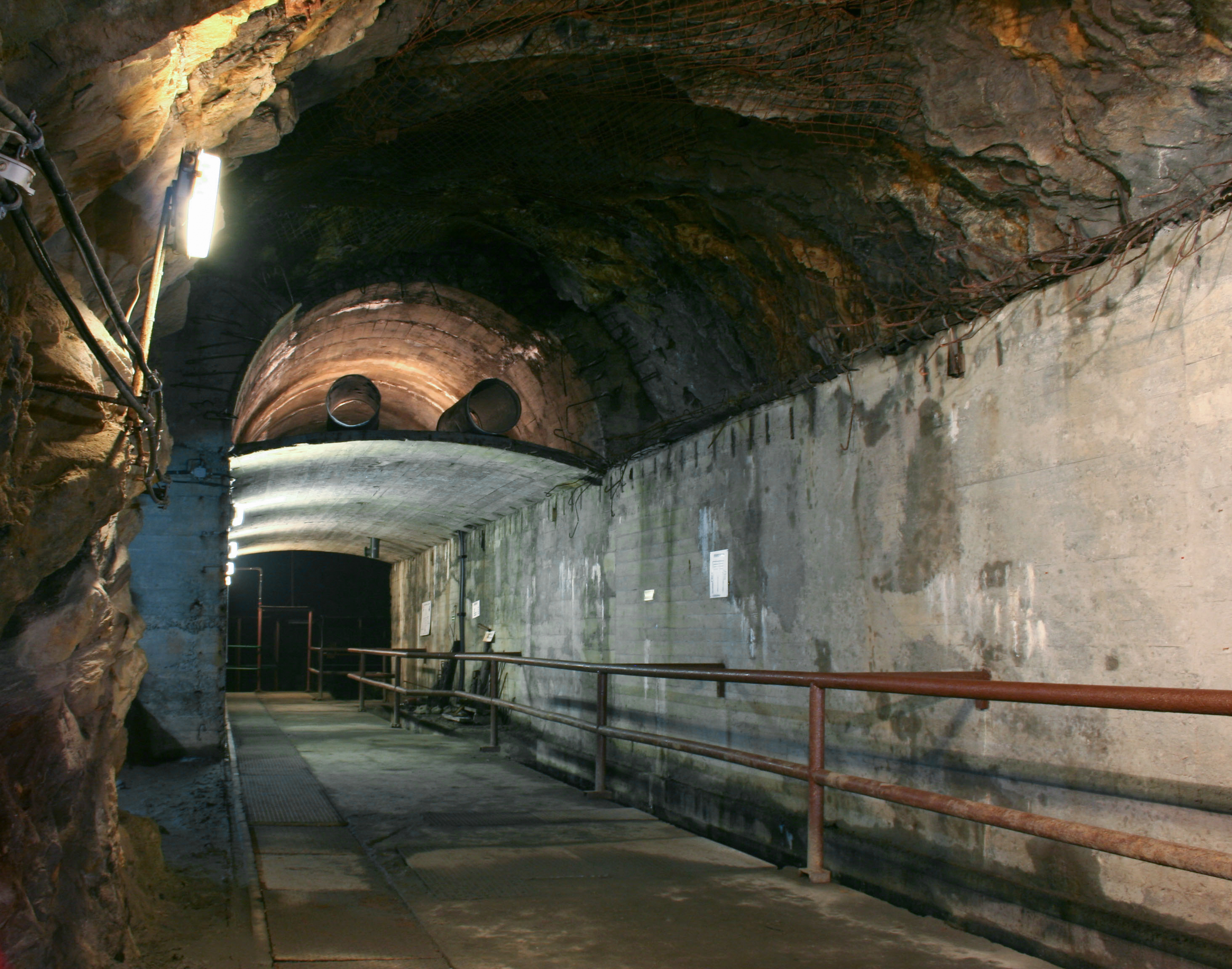
Valimské štoly

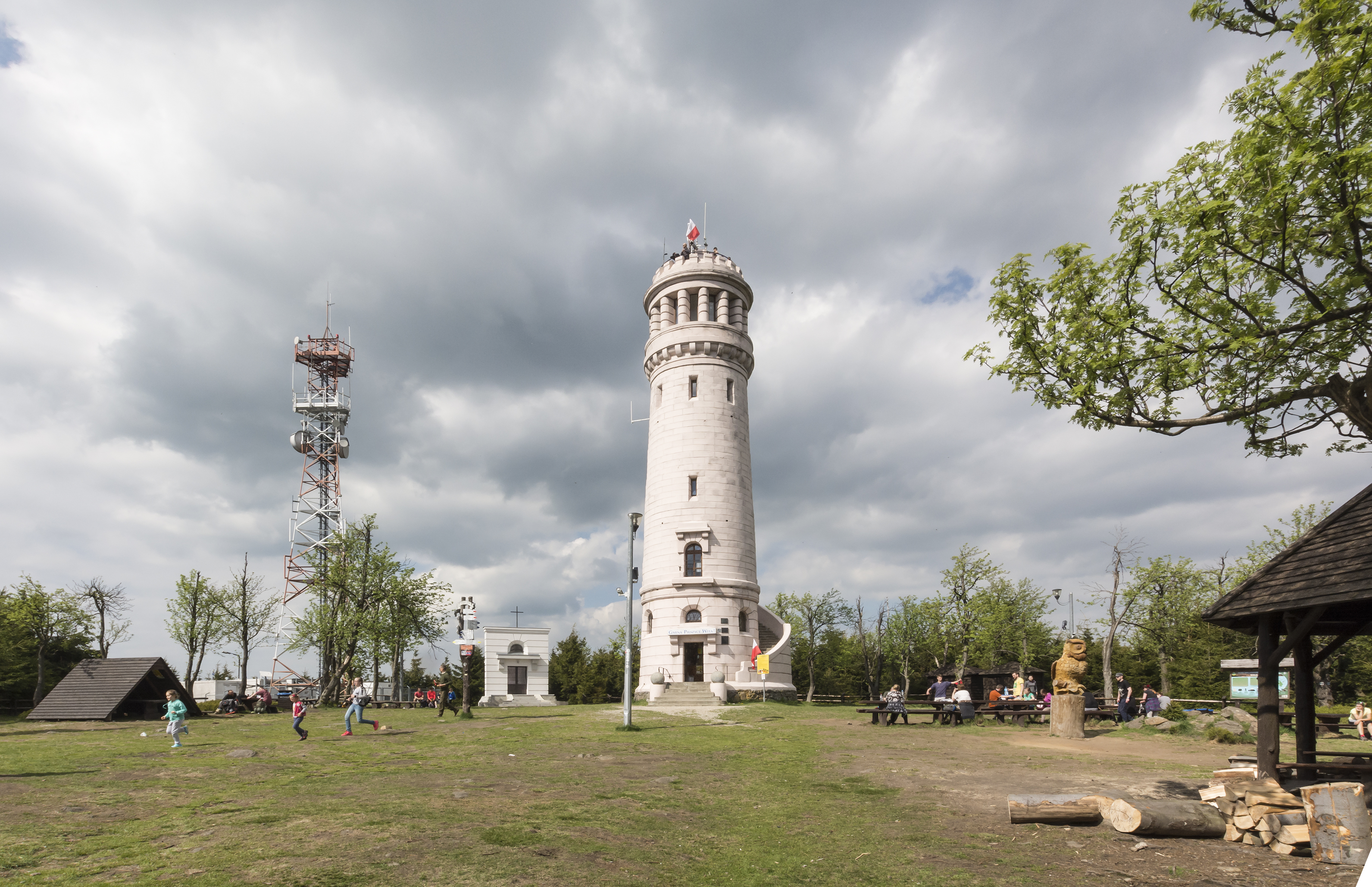
Rozhledna na Velké Sově

Walim (německy Wüstewaltersdorf, původně Waltersdorf, polsky krátce také Łokietek) je vesnice v jižním Polsku v Dolnoslezském vojvodství v okrese Valbřich. Leží v údolí říčky Walimky na úpatí Velké Sovy, nejvyšší hory Sovích hor, zhruba 12 km jihovýchodně od Valbřichu (Wałbrzych) a 8 km od českých hranic. Patří k Dolnímu Slezsku. Je sídlem gminy Walim, která zahrnuje 13 dalších vesnic.

## Dějiny
První zmínka o Waltersdorfu aneb Walterově vsi pochází z listiny sepsané vratislavským biskupem Jindřichem I. z Vrbna kolem roku 1305. Vesnice patřila Svídnickému knížectví, které se po smrti Boleslava II. Malého stalo součástí Zemí Koruny české. Někdy kolem roku 1600 se v historických pramenech objevuje název Wüstewaltersdorf (Pustá Walterova ves), což spolu s absencí zmínek o vesnici mezi lety 1407 až 1548 naznačuje, že mohla být vypleněna během husitských válek a znovu založena až v 16. století. Značné škody utrpěla také během třicetileté války – právě po ní se název s přídavným jménem „wüste“ („pustá“) nadobro ustálil. Mezi majitele zdejšího statku patřili mj. Haugvicové z Biskupic, Žejdlicové ze Šenfeldu a nejdéle mezi lety 1654 až 1697 a opět 1708 až 1808 Zedlitzové.
Po Habsburky prohrané první slezské válce přešel Wüstewaltersdorf spolu s většinou Slezska pod nadvládu Pruska. V 19. století se obec stala střediskem textilního průmyslu. Roku 1883 byly tři místní továrny spojeny do jednoho podniku Websky, Hartmann und Wiesen AG, který v roce 1903 zaměstnával 1 100 lidí. V červnu 1914 byla zprovozněna elektrická lokálka spojující Wüstewaltersdorf s Hausdorfem (Jugowice). Blízkost Velké Sovy také přispěla k popularizaci obce jako turistického cíle, rozkvět cestovního ruchu připadá zejména na 20. a 30. léta 20. století.
V letech 1943–1945 byly v útrobách Ostré Hory mezi Wüstewaltersdorfem a Dorfbachem (Rzeczka) vyraženy tři tunely v rámci nacistického Projektu Riese. V dubnu 1944 byl zřízen pracovní tábor AL Wüstewaltersdorf, ve kterém byli většinou Židé z Řecka. Některé zdroje naznačují, že tábor mohl být umístěn na svazích Stenzelbergu (Chłopska Góra), dle jiných je jeho existence nejistá.
Po druhé světové válce byla obec spolu s celým Dolním Slezskem připojena k Polsku. Obdržela název Łokietek, který byl pak během roku 1946 změněn na Walim. Inspirace pro oba zůstává nejasná. Německé obyvatelstvo (3 271 osob v říjnu 1945) bylo odsunuto a jeho místo zaujali Poláci – zčásti přesunutí z východních území postoupených Sovětskému svazu, zčásti přistěhovalci z polského vnitrozemí. Podnik Websky, Hartmann und Wiesen AG byl znárodněn jako Zakłady Przemysłu Lniarskiego „Walim“. V komunistické době se zde ročně vyrábělo na 12,5 mil. bm lněných tkanin: ručníky, ubrusy, povlečení a další. Továrnu uzavřeli v roce 1992. Železniční trať byla zrušena v roce 1959 a následně rozebrána.

## Pamětihodnosti a turistické zajímavosti
- Farní kostel svaté Barbory, původně evangelický z roku 1548, roku 1654 předán katolíkům, přestavovaný v roce 1777 (přístavba věže) a v 19. století.
- Kostel sv. Hedviky, původně evangelický z roku 1771, po druhé světové válce začal sloužit jako katolický.
- Hrobové kaple Gottfrieda a Eleonory Seylerových (1810), Christiana Klingberga (1813) a Christiana Schneidera (1817).
- Obytné a veřejné stavby z 18. a 19. století, některé hrázděné (např. domy Wyszyńskiego 8).
- Valimské štoly – tři tunely vyražené v útrobách Ostré Hory v letech 1943–1945 v rámci nacistického Projektu Riese. Stavba má téměř dokončenou strážnici a velké podzemní sály, které jsou až 10 m vysoké. Celková délka tunelů je 500 m. Vyztuženo betonem je asi 11 % stavby. Nad zemí zůstaly základy betonového mostu. Objekt je v současnosti jako Muzeum Valimských štol zpřístupněný turistům, prohlídka podzemní trasy s průvodcem trvá cca 60 minut.
- Velká Sova – nejvyšší hora Sovích hor (1015 m n. m.). Na vrcholu stojí 25 m vysoká kamenná rozhledna z roku 1906. Z Walimi na Velkou Sovu vede  žlutá turistická značka.

## Doprava
Walimí prochází krajská silnice č. 383 spojující Dzierżoniów (Rychbach) a Valbřich (Wałbrzych). Do obce dojíždějí autobusy MHD z Valbřichu.